# Friedhof Perlach

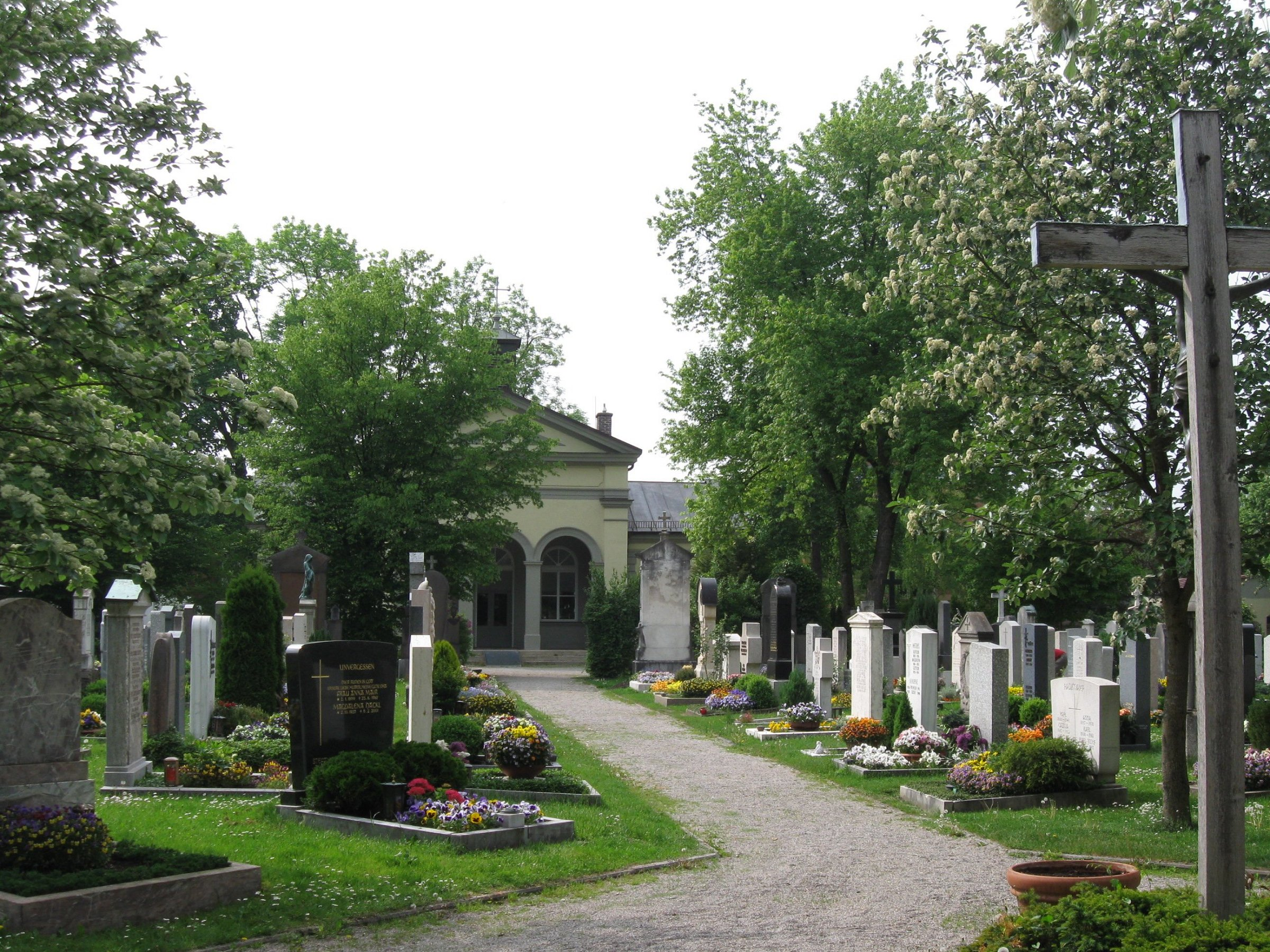
Friedhof Perlach

Der Friedhof Perlach ist einer der „Städtischen Außenfriedhöfe“ der Stadt München – nicht zu verwechseln mit dem Friedhof am Perlacher Forst. Der um 1900 eröffnete Perlacher Friedhof befindet sich an der Grenze von Perlach zu Neuperlach, das direkt im Osten und Norden an den Friedhof angrenzt. Der Perlacher Friedhof wird von der Putzbrunner Straße im Süden, dem Hans-Fried-Weg im Westen und dem Schumacherring im Norden eingerahmt. Im Osten begrenzen mehrstöckige Wohnblocks den Friedhof. Die Öffnungszeiten variieren mit den Jahreszeiten: Im März ist der Friedhof von 8 bis 18 Uhr geöffnet, von April bis August von 8 bis 20 Uhr, im September und Oktober von 8 bis 19 Uhr sowie von November bis Februar von 8 bis 17 Uhr.
Auf dem Friedhof befinden sich einige Gräber prominenter Bürger. Darunter auch Willy Harlander (1931–2000), der in zahlreichen TV-Produktionen und Filmen mitwirkte, der Musiker Paul Würges (1932–2017), der Fußballer Max Link (1928–2018), Martin Panzelt (1825–1912) und der Kabarettist und Schauspieler Jürgen Scheller (1922–1996).
Ein Anspruch auf eine Grabstätte auf diesem Friedhof ist an eine Bedingung geknüpft: Es muss ein mindestens 20 Jahre langer Wohnsitz in Perlach bzw. den Stadtbezirksvierteln 16.31, 16.32, 16.33, 16.34, 16.35, 16.41, 16.42, 16.43, 16.44, 16.45, 16.46, 16.47, 16.51, 16.52, 16.53, 16.54 und 16.55 nachgewiesen werden.